# Земский совет Эстляндии
Временный земский совет Эстляндской губернии Российской республики (эст. Eestimaa Kubermangu Ajutine Maanõukogu, эст. Maapäev) был избран после Февральской революции 1917 года. Он подчинялся непосредственно губернскому комиссару Временного правительства Российской республики, который и осуществлял управление Эстляндской губернией. Задачей губернского Временного земского совета было решение местных вопросов, введение налогов и норм, а также «предварительная разработка вопросов о составлении проекта временных правил об административном устройстве Эстляндской губернии и положения о местном самоуправлении».
15 (28) ноября 1917 года, после Октябрьской революции губернский Временный земский совет не признал легитимность новой власти и провозгласил себя органом власти в Эстляндской губернии России, и призвал к выборам в Эстонское Учредительное собрание. 19 ноября (2 декабря) 1917 года Временный земский совет был распущен.
19 февраля 1918 года, на следующий день после начала нового наступления германских войск, Временный земский совет, находясь в подполье, создал Комитет спасения Эстонии в составе трёх человек, который подготовил, издал и публично огласил сперва 23 февраля в Пярну, а затем 24 февраля в Ревеле, Декларацию независимости Эстонии.

## История
30 марта (12 апреля) 1917 года Временное правительство России издало постановление «О временном устройстве административного управления и местного самоуправления Эстляндской губернии». К Эстляндской губернии была присоединена северная часть Лифляндской губернии. Согласно постановлению, при губернском комиссаре создавался Временный губернский земский совет «из членов от уездов и городов, по одному представителю на каждые 20 000 жителей, причем города с меньшим числом населения выбирают одного представителя от каждого».
Члены Совета избирались уездными земскими советами и городскими думами. Члены уездных земских советов, в свою очередь, избирались на уездных избирательных собраниях. Члены уездного избирательного собрания, по одному на каждую 1000 человек населения, избирались на волостных собраниях всеобщим, прямым, равным и тайным голосованием. Волости с населением, не достигающим 1000 человек, избирали одного представителя. Таким образом, выборы в Совет для городского населения были двухступенчатыми, а для сельского населения — трёхступенчатыми. Право участия в выборах было предоставлено всем жителям волостей, достигшим 21 года и проживавшим к 1 (14) марта 1917 года не менее 1 года в пределах волости или принадлежащих к ней имений или местечек. Правом быть избранным в губернский и уездные земские советы пользовались не только местные жители волости, но и лица, проживающие за её пределами.
Выборы 62 депутатов сейма проводились в несколько стадий; члены, представляющие сельские общины, были избраны на двухуровневых выборах в мае—июне, а представители городов — в июле—августе 1917 года. Выборы повлекли за собой создание и реорганизацию эстонской национальной партийной системы.
В Совете были представлены шесть партий, три независимых депутата и два депутата, представляющих балтийско-немецкие и балтийско-шведские меньшинства.
Выборы окончились со следующими результатами:
- 13 мест — Эстонский союз земледельцев[эст.] (эст. Eesti Maarahva Liit), возглавляемая Яаном Хюнерсоном
- 11 мест — Эстонская трудовая партия (эст. Eesti Tööerakond), возглавляемая Юри Вильмсом
- 9 мест — Эстонские социал-демократы (эст. Eesti Sotsiaaldemokraatlik Tööliste Partei), меньшевистская фракция РСДРП, возглавляемая Михкелем Мартна[эст.] и Аугустом Рейем
- 8 мест — эсеры (эст. Eesti Sotsialistide-Revolutsionääride Partei), возглавляемые Хансом Круусом и Густавом Суйтсом
- 5 мест — большевики, возглавляемые Яаном Анвельтом
- 4 места — радикальные демократы
- 2 места — балтийские немцы и балтийские шведы
- 3 места — независимые непартийные

Первое заседание Совета состоялось 1 (14) июля в Ревеле. Председателем Земского совета был избран Артур Вальнер.
23 октября 1917 года в Ревеле была установлена Советская власть. А уже после Октябрьской революции в Петрограде, Земский совет отказался признать новую большевистскую власть. После этого большевики попытались распустить Совет. На своем последнем заседании 15 (28) ноября 1917 года Совет провозгласил себя законной верховной властью на территории Эстляндской губернии до созыва Эстляндского Учредительного собрания Совету старейшин было разрешено в том числе: «предварительная разработка вопросов о составлении проекта временных правил об административном устройстве Эстляндской губернии и положения о местном самоуправлении…». Земский совет был распущен большевиками 26 ноября, однако его лидеры продолжили свою деятельность в подполье.
На выборах в Эстонское Учредительное собрание в начале 1918 года, организованных большевиками, две трети избирателей поддержали партии, настаивающие на государственном статусе Эстонии. Тогда большевики сразу же провозгласили выборы недействительными. Совет старейшин решил провозгласить независимость Эстонии. Для этой цели 19 февраля был создан Комитет спасения (в составе трех членов комитета, сформированного из членов Земского Совета, как орган исполнительной власти на время, когда не осуществлялась деятельности Земского Совета) с особыми полномочиями. Утром 24 февраля 1918 года в Ревеле началось антисоветское восстание. Основная часть большевиков в этот момент находилась в порту и готовилась к эвакуации, так как около Ревеля были уже германские войска. Утром 25 февраля в городе Комитет спасения огласил «Манифест ко всем народам Эстонии», в котором провозглашалась независимость Эстонской республики. В полдень в центре Ревеля (Таллина) в честь провозглашения независимости прошёл военный парад, в котором приняли участие подразделения 3-го Эстонского полка. В этот же день в город вошли германские войска.
После окончания в ноябре-декабре 1918 года германской оккупации Эстонии, Земский совет продолжил своё существование как законодательное собрание Эстонии до 1919 года. Официально его деятельность была прекращена 23 апреля 1919 года — в день открытия I сессии вновь избранного Учредительного собрания.